# Zandvoorde (Oostende)
|  | No s'ha de confondre amb Zandvoorde (Zonnebeke). |

Zandvoorde és un antic municipi de Bèlgica a la província Flandes Occidental. L'1 de gener de 1971 va fusionar amb Oostende. El 2014 tenia 2684 habitants. Es troba als Pòlders Històrics d'Oostende, creuat pel Canal Bruges-Oostende, el ferrocarril Bruges-Oostende (1838) i l'antic ferrocarril Oostende-Ieper (1868) avui en dia sender per a vianants lents, i a l'inici del Canal Plassendale-Nieuwpoort. És un poble rural i residencial, del qual una part major va ser llistat com a paisatge, excepte el polígon industrial al nord.
El primer esment escrit Santvoort data del 1102. El sufix «-voorde» indica un gual, «sand-» significa sorra. Fins a la fi de l'antic règim, la parròquia pertanyia a l'Abadia de Sant Pere d'Oudenburg El castell, la «Duvelstorre» (torre del diable) ja era ruinós al segle xvi i mai no va ser reconstruït.

## Llocs d'interès
- La reserva natural del Keignaertpolder
- Les masies Groot Meeuwenhof, Welgelegen i De Zande del segle XVII
- El signal geodèsic
- L'església de la Mare de Déu
- Les rescloses de Plassendale

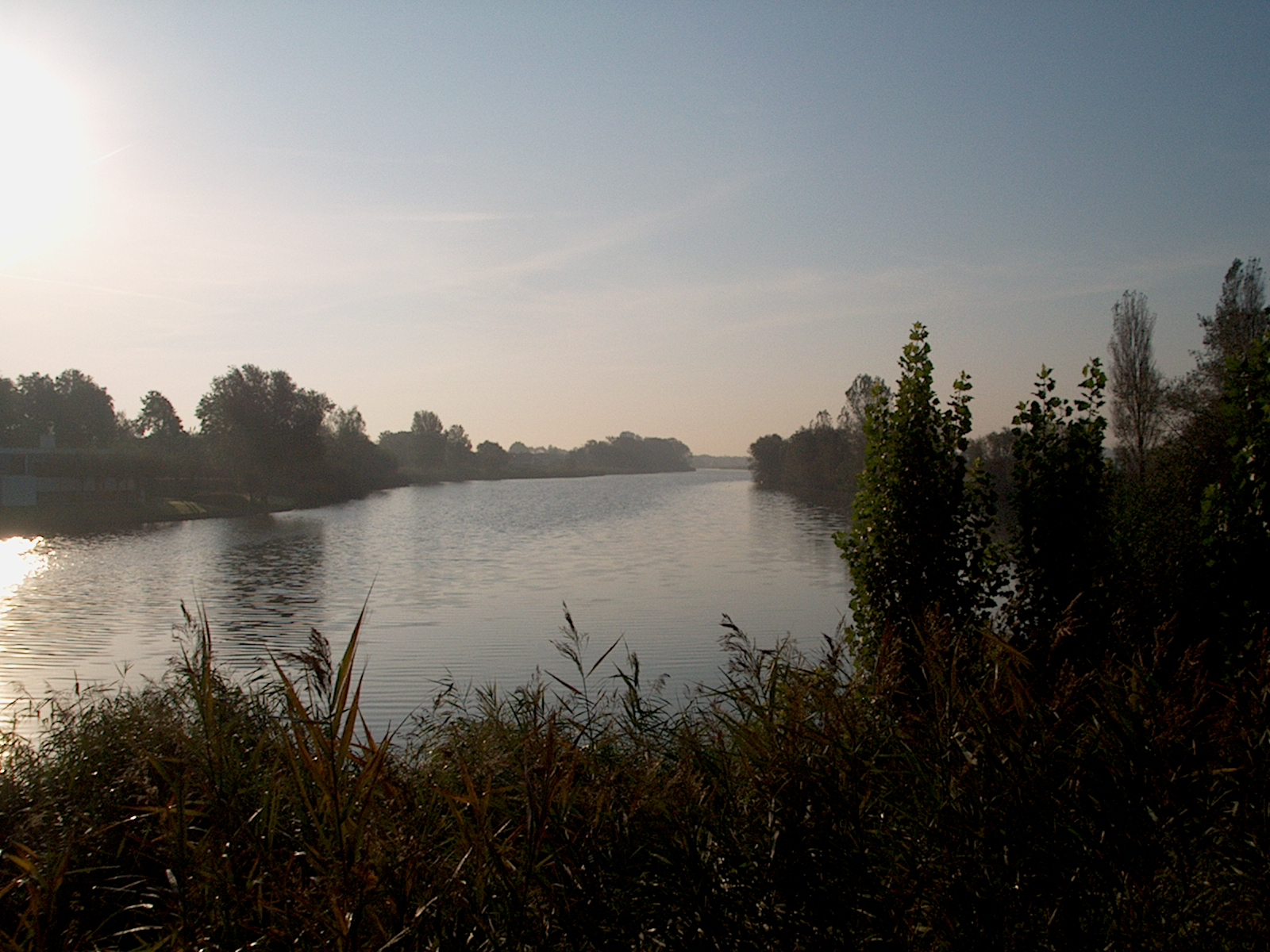
Parc natural del Keignaert, romanent d'un antic priel
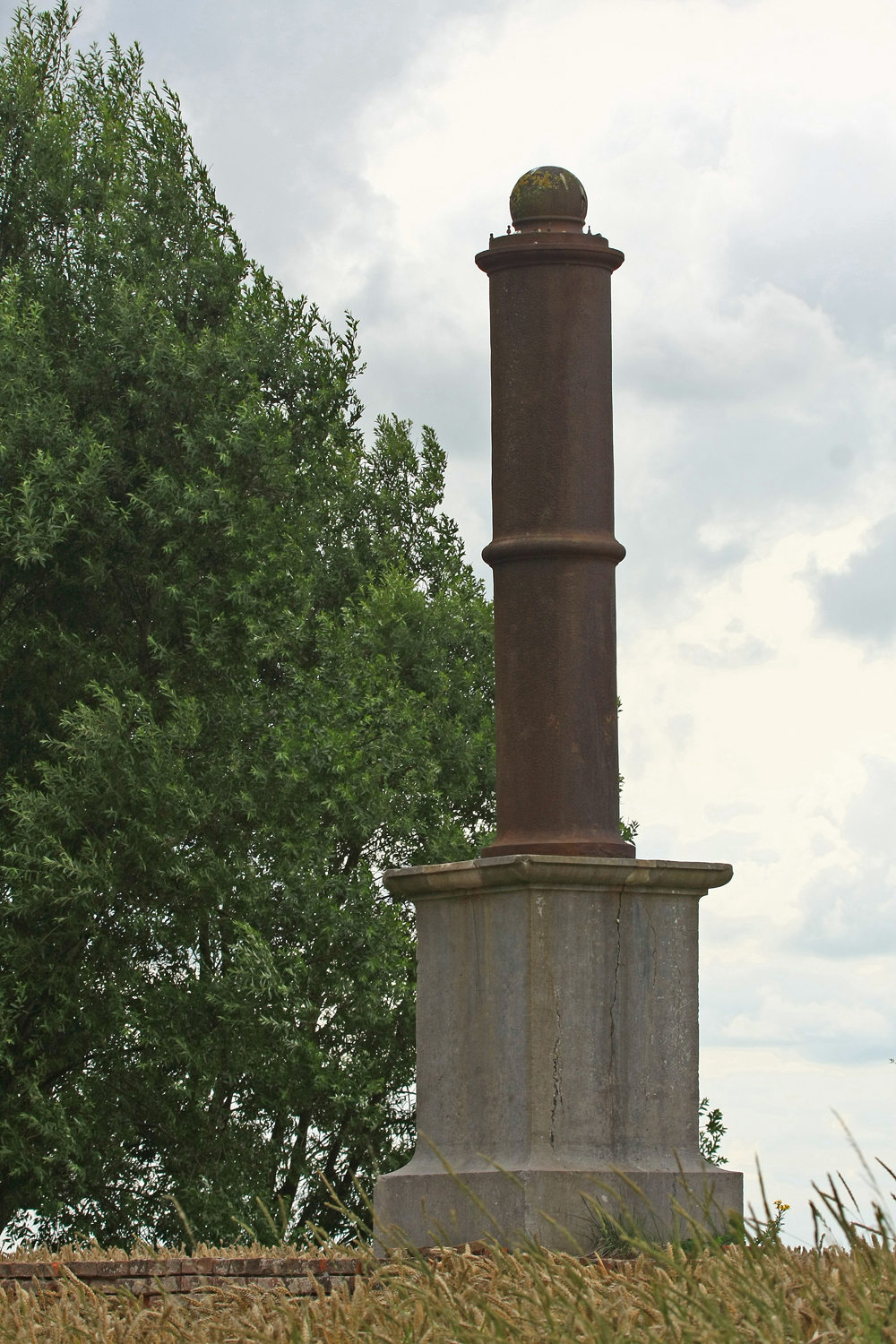
Signal geodèsic prop de la masia «Meeuwenhof»
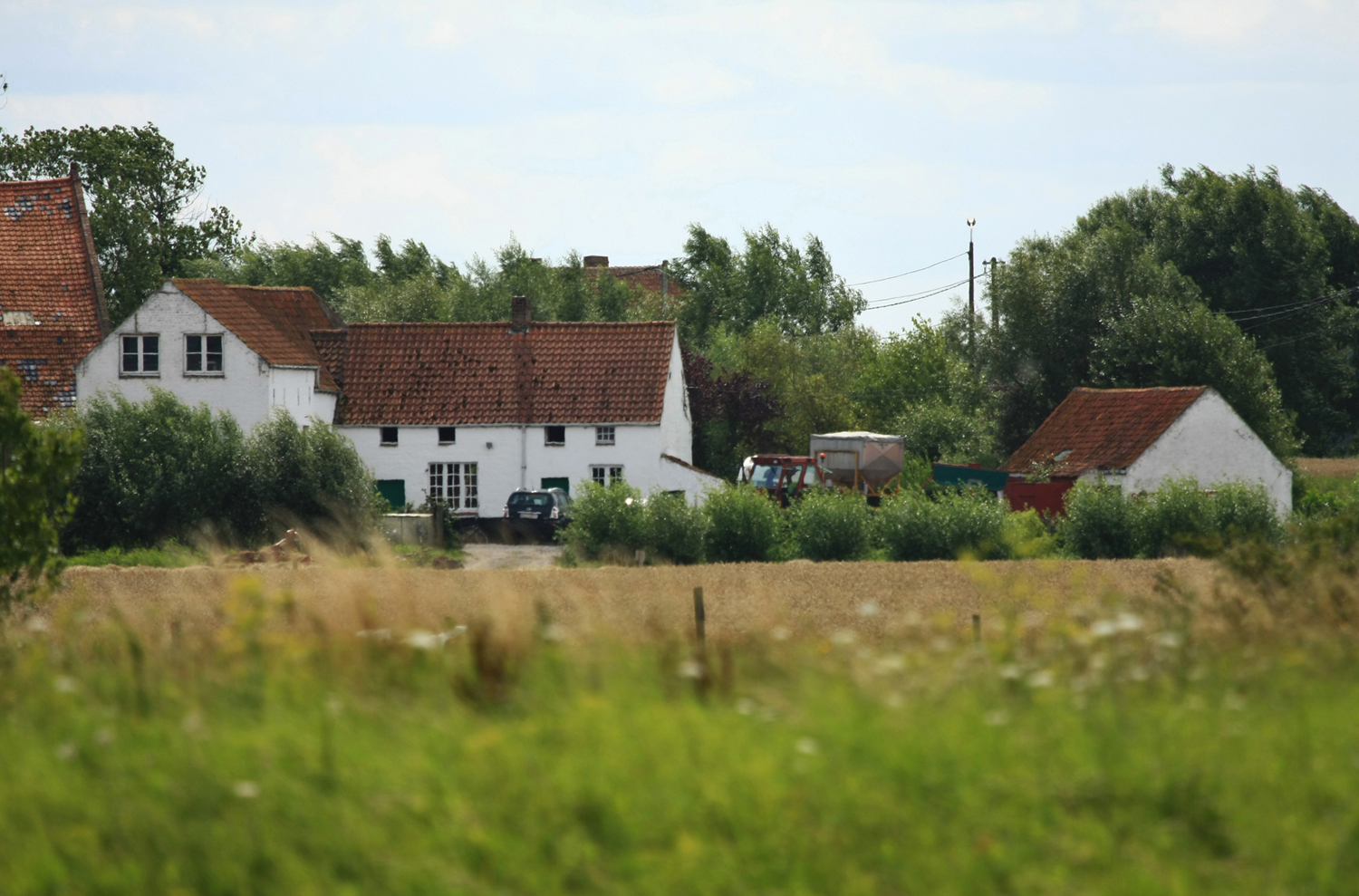
Masia «Meeuwenhof»
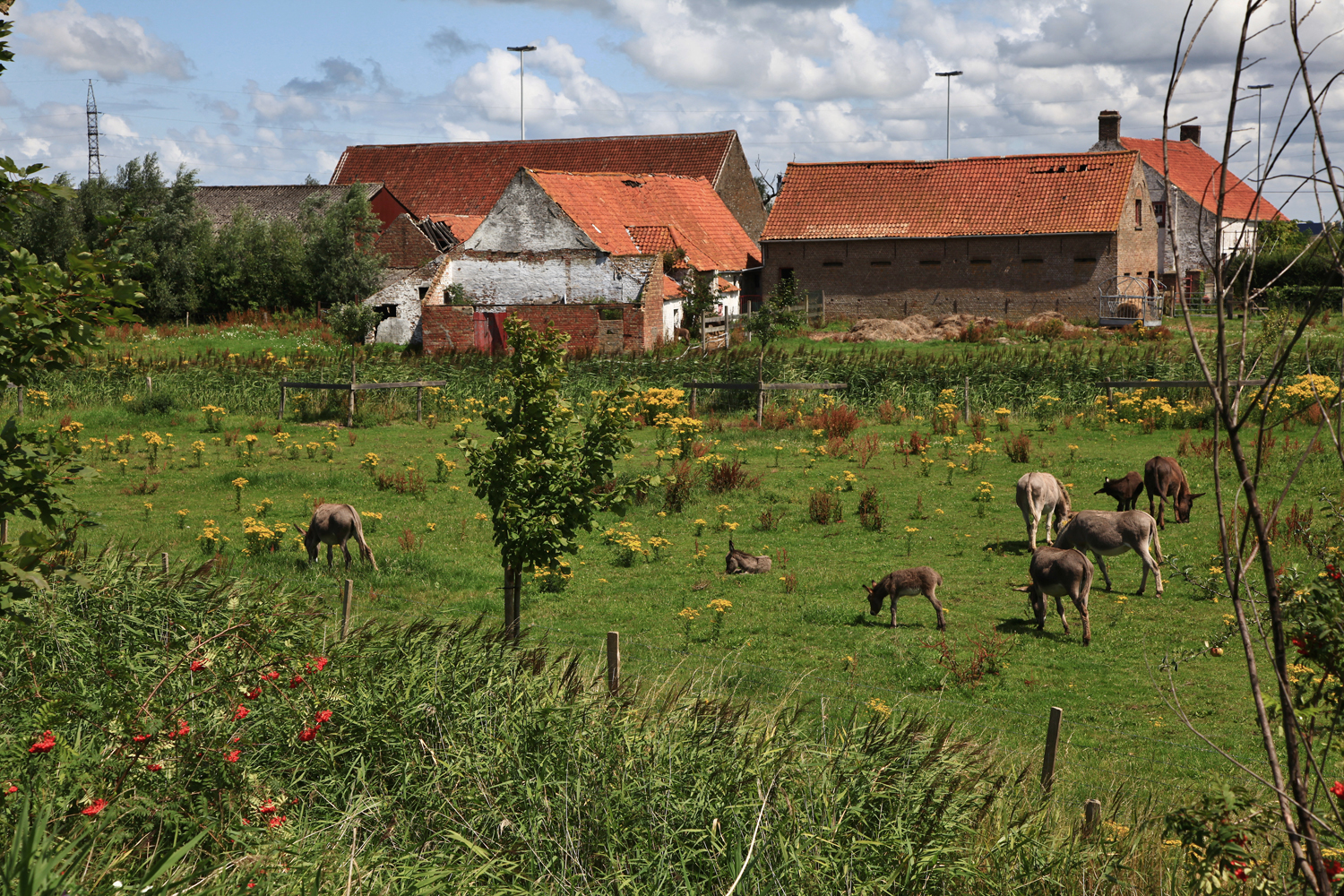
Masia «De Zande»
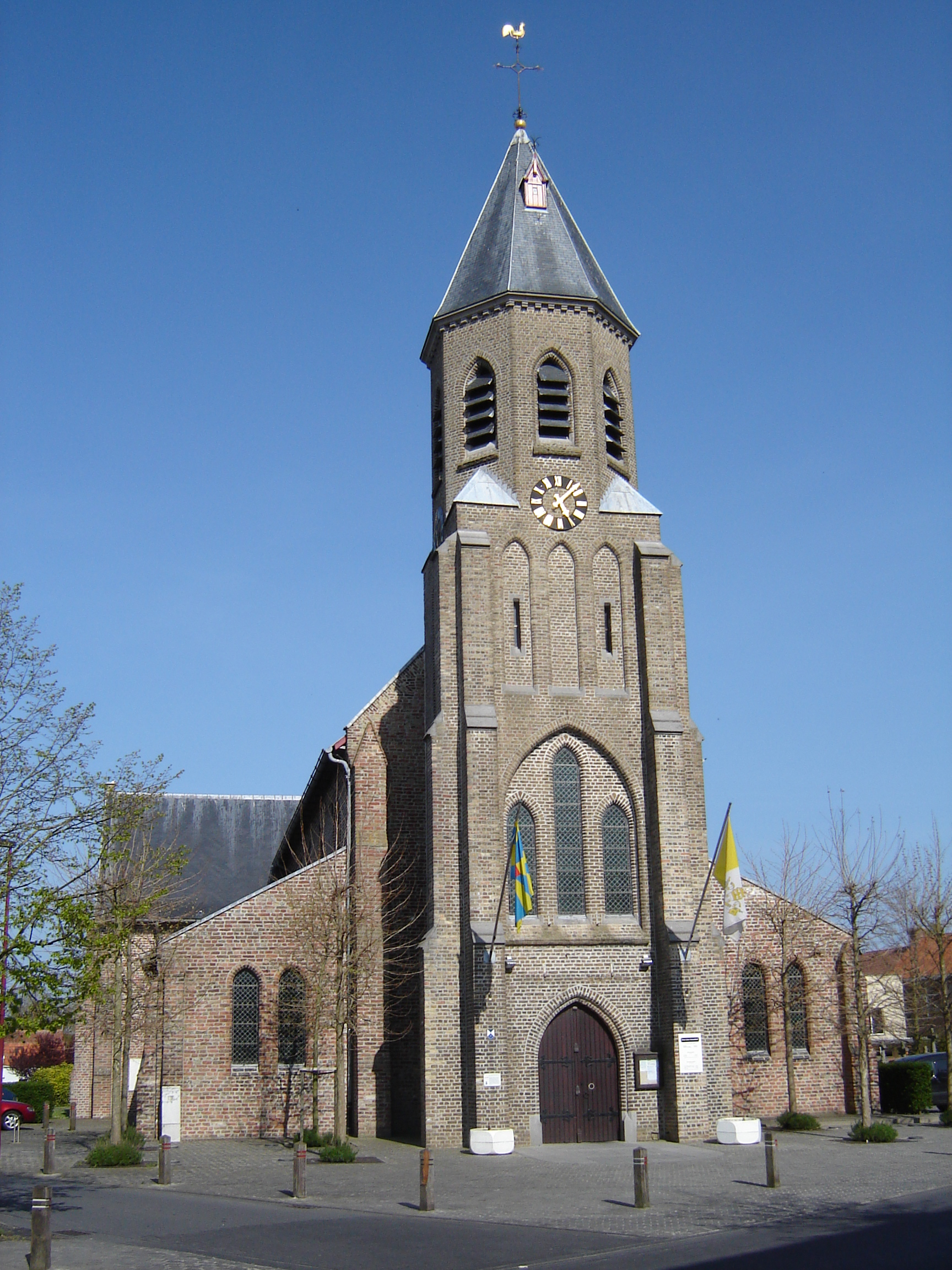
Església de la Mare de Déu